# Pływanie na Letnich Igrzyskach Olimpijskich 1956 – 100 m stylem motylkowym kobiet
100 m stylem motylkowym kobiet – jedna z konkurencji pływackich rozgrywanych podczas XVI Igrzysk Olimpijskich w Melbourne. Eliminacje odbyły się 3 grudnia, a finał 5 grudnia 1956 roku.
W tej debiutującej na igrzyskach olimpijskich konkurencji podium zdominowały Amerykanki, które wykorzystały nieobecność zawodniczek holenderskich. Mistrzynią olimpijską została Shelley Mann, ustanawiając rekord olimpijski (1:11,0). Srebrny medal zdobyła Nancy Ramey (1:11,9), a brąz Mary Sears (1:14,4).

## Rekordy
Przed zawodami rekord świata i rekord olimpijski wyglądały następująco:
| Rekord            | Zawodniczka                       | Czas   | Miejsce   | Data              |       |
| ----------------- | --------------------------------- | ------ | --------- | ----------------- | ----- |
| Rekord świata     | Atie Voorbij                      | 1:10,5 | Hilversum | 12 listopada 1956 | [ 1 ] |
| Rekord olimpijski | debiut na igrzyskach olimpijskich | -      | -         | -                 |       |

W trakcie zawodów ustanowiono następujące rekordy:
| Data      | Etap konkurencji | Zawodnik     | Czas   | Rekord |
| --------- | ---------------- | ------------ | ------ | ------ |
| 3 grudnia | eliminacje       | Shelley Mann | 1:11,2 | OR     |
| 5 grudnia | finał            | Shelley Mann | 1:11,0 | OR     |

## Wyniki

### Eliminacje
| Miejsce | Wyścig | Zawodniczka         | Państwo                       | Czas   | Uwagi |
| ------- | ------ | ------------------- | ----------------------------- | ------ | ----- |
| 1.      | 1      | Shelley Mann        | Stany Zjednoczone             | 1:11,2 | Q,    |
| 2.      | 1      | Nancy Ramey         | Stany Zjednoczone             | 1:13,4 | Q     |
| 3.      | 2      | Beverly Bainbridge  | Australia                     | 1:14,4 | Q     |
| 4.      | 2      | Mary Sears          | Stany Zjednoczone             | 1:15,1 | Q     |
| 5.      | 2      | Mária Littomeritzky | Węgry                         | 1:15,2 | Q     |
| 6.      | 1      | Sara Barber         | Kanada                        | 1:16,2 | Q     |
| 7.      | 2      | Beth Whittall       | Kanada                        | 1:16,9 | Q     |
| 8.      | 2      | Jutta Langenau      | Wspólna Reprezentacja Niemiec | 1:17,4 | Q     |
| 9.      | 1      | Marta Skupilová     | Czechosłowacja                | 1:17,7 |       |
| 10.     | 2      | Anne Morton         | Wielka Brytania               | 1:17,7 |       |
| 11.     | 1      | Maureen Giles       | Australia                     | 1:19,4 |       |
| 12.     | 2      | Odette Lusien       | Francja                       | 1:19,8 |       |

### Finał
| Miejsce | Zawodniczka         | Państwo                       | Czas   | Uwagi |
| ------- | ------------------- | ----------------------------- | ------ | ----- |
| 1. !    | Shelley Mann        | Stany Zjednoczone             | 1:11,0 | OR    |
| 2. !    | Nancy Ramey         | Stany Zjednoczone             | 1:11,9 |       |
| 3. !    | Mary Sears          | Stany Zjednoczone             | 1:14,4 |       |
| 4.      | Mária Littomeritzky | Węgry                         | 1:14,9 |       |
| 5.      | Beverly Bainbridge  | Australia                     | 1:15,2 |       |
| 6.      | Jutta Langenau      | Wspólna Reprezentacja Niemiec | 1:17,4 |       |
| 7.      | Beth Whittall       | Kanada                        | 1:17,9 |       |
| 8.      | Sara Barber         | Kanada                        | 1:18,4 |       |